# 長孫倹
長孫 倹（ちょうそん けん、492年 - 569年）は、北魏末から北周にかけての軍人・政治家。もとの名は慶明。本貫は河南郡洛陽県。玄祖父は長孫嵩。曾祖父は長孫地汾。祖父は長孫酌。父は長孫戫。

## 経歴
長孫戫の子として生まれた。北魏の孝昌年間、員外散騎侍郎を初任とした。532年（太昌元年）、東夏州防城大都督となり、爾朱天光に従って宿勤明達らの反乱を討った。功績により索盧侯の爵位を受けた。533年（永熙2年）、宇文泰が夏州刺史となると、長孫倹はその下で録事をつとめた。翌534年（永熙3年）に賀抜岳が侯莫陳悦に殺害されたため、宇文泰が平涼に赴くと、長孫倹は宇文泰の政戦両略の議論に参加した。宇文泰が侯莫陳悦を攻めると、長孫倹は秦州長史・防城大都督として留守を委ねられた。渭州刺史の可朱渾元が東魏に逃れると、黄河と渭水の間の治安が悪化したため、長孫倹は李弼の代行として渭州に駐屯した。535年（大統元年）、西魏が建国されると、持節・西夏州刺史となり、散騎常侍の位を加えられた。536年（大統2年）、東魏の許和が西魏の夏州を奪った。長孫倹はこれを説得して、537年（大統3年）には許和を夏州ごと帰順させることに成功した。539年（大統5年）、鎮東将軍・西夏州刺史に任じられ、三夏州を総管した。
540年（大統6年）、長孫倹は都督三荊等十二州諸軍事・荊州刺史・東南道行台僕射に任じられ、西魏の東南方面の重任を宇文泰に委ねられた。荊州を統治すること足かけ7年、少数民族を教化して風俗を改めさせ、農耕殖産につとめた。546年（大統12年）、長安に召還されて大行台尚書に任じられ、相府司馬を兼ねた。547年（大統13年）、開府を加えられた。548年（大統14年）、尚書左僕射となり、侍中の任を加えられた。
549年（大統15年）、東南道行台僕射・荊州刺史に任じられて、再び荊州に赴任した。南朝梁の岳陽王蕭詧が西魏に帰順を求めて使者を派遣し、その使者は長安に赴く途中で荊州に立ち寄った。使者の面会した長孫倹は容貌魁偉で、鐘の鳴るような音声で鮮卑語を話し、戎服を着て軍を整列させていた。このため使者はかれを恐れて仰ぎ見ることができなかった。その日の遅く、長孫倹は裙襦紗帽の姿で使者を宴に招き、南朝梁の混乱の事情と、西魏の朝廷による招聘の意志を述べると、使者は長孫倹の懐の深さに感心した。この年、楊忠とともに南朝梁の司州刺史の柳仲礼を討ち、隨郡を攻め落とした。
553年（廃帝2年）、東南道大都督・荊襄等三十三州鎮防諸軍事に任じられた。前年に南朝梁の元帝が江陵で即位していたが、弱体が明らかだったため、長孫倹は江陵を攻め取るよう宇文泰に進言し、その戦略を説明した。宇文泰はかれの意見を聞き入れ、554年（恭帝元年）には燕公于謹に江陵を攻撃させた。江陵が平定されると、長孫倹は江陵に駐屯した。555年（恭帝2年）、爵位を昌寧公に進め、大将軍に任じられた。556年（恭帝3年）、また荊州に移り、総管荊襄等五十二州諸軍事・行荊州刺史をつとめた。
557年（孝閔帝元年）、北周が建国されると、趙貴らが晋公宇文護の殺害を計画し、これに長孫倹の長男の長孫僧衍が加担して処刑された。長孫倹自身は咎めを受けず、宇文護に召し出されて小冢宰に任じられた。562年（保定2年）、通州刺史・検校六防諸軍事となった。564年（保定4年）、襄州総管に転じ、柱国大将軍に上った。566年（天和元年）、陝州総管・都督八州二十防諸軍事に任じられた。
568年（天和3年）、病のため長安に帰った。569年（天和4年）2月、夏州総管となった。11月、死去した。享年は78。本官に加えて涼瓜等十州諸軍事・涼州刺史の位を追贈され、鄶国公に追封された。諡は文といった。

## 子女
- 長孫僧衍
- 長孫隆（司金中大夫、長湖公元定の下で南朝陳を攻撃し、江南で陣没した）
- 長孫平（字は処均）

## 伝記資料
- 『周書』巻26 列伝第18
- 『北史』巻22 列伝第10
- 周柱国大将軍拓跋倹神道碑